# Дранников, Валерий Джемсович
Валерий Джемсович Дранников (в профессиональной среде «Дракон»; 25 июля 1939, Москва — 12 июля 2010, там же) — советский и российский журналист, работал в газетах «Комсомольская правда», «Гудок», «Коммерсантъ», «Московская правда». О себе говорил, что является единственным советским журналистом, который смог вернуться в профессию после 19 лет отсутствия и снова сделать себе имя. В некоторых источниках его фамилия указывается как Дранников-Элингер.

## Биография
Родился в еврейской семье. Его отец был евреем и имел фамилию Драник, но в неразберихе военных лет он переписал своё имя на Джеймс и изменил фамилию на Дранников.
Валерий Дранников с третьего раза поступил на факультет журналистики МГУ, который успешно закончил.

### Карьера журналиста
Рабочая карьера Дранникова началась с должности культорга на ВДНХ. После этого он семь лет работал в газете «Комсомольская правда», где, по его собственным словам, были постоянные трения с руководством газеты. Именно здесь он сделал первоклассный злободневный репортаж, поехав ночью 12 апреля 1961 года к родителям первого космонавта.
После этого перешёл работать в «Гудок» на должность спецкора отдела пропаганды. Сам Дранников позже вспоминал, что в связи со своим еврейским происхождением, ему были недоступны некоторые советские издания. На новом месте Дранников сформировал отдел спортивных новостей. Эту рубрику ценил министр транспорта СССР Б. П. Бещев, который благоволил журналисту, выписывал ему высокие премии. В «Гудке» Дранников имел настолько широкие полномочия, что его материалы пропускались в обход отдела цензуры.
Этот этап карьеры Дранникова закончился с приходом на должность редактора газеты «Гудок» А. П. Воробьёва. Между ними сложились натянутые отношения, и однажды Воробьёв сократил размер материала корреспондента в несколько раз. В ответ Дранников уменьшил свой материал до требуемого размера так, что в последних словах статьи можно было прочесть акростих «Воробьёв говно». Эта ситуация стала притчей во языцех среди профессиональных журналистов, но автор был вынужден уйти из профессии.

### Уход и возвращение в журналистику
Создал кооператив «Символ», который первым в СССР стал выпускать майки и футболки с рисунком. Как рассказывал журналист, краска для надписей смешивалась с тестом и запекалась вместе с изделием в духовом шкафу бытовой газовой плиты. На первой выставке советских импортных товаров, которая проходила в Тель-Авиве в 1991 году, Дранников представил свой «блузон» с надписью «Эй, жиды, спасай Россию!» Среди местного населения этот шедевр пользовался повышенным спросом. Дранников занимался предпринимательской деятельностью 19 лет, но в 1996—1997 годах начался резкий приток китайских товаров, конкурентная ситуация стала ухудшаться и доходность резко снизилась.
В процессе своей бизнес-карьеры журналист стал заместителем председателя московского Союза кооператоров. Активно общался с В. Е. Яковлевым, присутствовал при создании марки «Коммерсантъ». Яковлев предложил Дранникову работать в журнале «Домовой», но журналист отказался. Этот период его жизни закончился приглашением в «Коммерсантъ»: в 1996 году он уступил предложению Леонида Милославского, которого поддержал Сергей Мостовщиков.
Дранников возглавил отдел спецкоров, в который Милославский пригласил наиболее профессиональных, с его точки зрения, специалистов своего времени. В отделе работали Наталья Геворкян, Александр Кабаков, Игорь Свинаренко, Глеб Пьяных, Валерий Панюшкин, Андрей Колесников. После экономического кризиса 1998 года эта команда распалась, и Дранников ушёл в газету «Россия».
На новом месте Дранников смог активно заняться журналистикой, писал новые статьи. Позднее Александр Гордеев и Леонид Бершидский его пригласили в русский «Ньюсвик», в котором он проработал до прихода Леонида Парфёнова в 2004 году. После ухода из этого проекта Дранников вернулся в «Гудок», где руководил отделом специальных корреспондентов. Параллельно с этой деятельностью он успел поработать в московском журнале «Большой город», «Русский репортёр» и «Русский пионер».
У Дранникова с возрастом обострились проблемы с сердцем, в июле 2010 года ему сделали операцию. Сама операция прошла успешно, но ослабленный организм не смог преодолеть её последствия, возник отёк лёгких, и 12 июля 2010 года Валерий Дранников скончался.

## Премия имени Валерия Дранникова
В 2011 году газета «Гудок» совместно с факультетом журналистики МГУ учредила «стипендию имени Валерия Дранникова». Стипендией награждается студент, «прошедший наиболее успешную практику в отраслевом СМИ». Решение о присуждении стипендии принимается конкурсной комиссией.
Первое присуждение состоялось 21 декабря 2011 года. В конкурсную комиссию вошли два представителя «Гудка»: генеральный директор Борис Калатин и главный редактор Александр Ретюнин. Также в комиссии было четыре преподавателя факультета во главе с деканом Еленой Вартановой.
На награду претендовали 14 студентов, стипендию присудили третьекурснице Галине Зинченко, которая обучается по специализации «Деловая журналистика».

## Личная жизнь
Был женат. Имел сына. Любил готовить и увлекался домашней кулинарией.